# HD 81613
HD 81613，又名CP-61 1265，SAO 250563、HR 3742，是一颗恒星，视星等为5.99，位于銀經280.78，銀緯-8.06，其B1900.0坐标为赤經9h 21m 33.5s，赤緯-61° -8.06′ 0″。